# Mobilkom Liechtenstein
mobilkom liechtenstein AG (Markenauftritt: FL1) war ein Telekommunikationsunternehmen, das bis 26. August 2014 Mobilfunknetze in Liechtenstein betrieb. Das Unternehmen war eine 100-prozentige Tochter der Telekom Austria. FL1 stand in Liechtenstein im Wettbewerb zu Orange FL, Swisscom FL, und LI TANGO. Mit der Fusion im Jahr 2014 ging das Unternehmen in der Telecom Liechtenstein AG auf.

## Geschichte
Am 16. November 1999 hat die mobilkom austria AG die Lizenz für die Errichtung und den Betrieb eines Mobilfunknetzes in Liechtenstein erlangt. Im September 2000 nahm die mobilkom liechtenstein AG den Betrieb auf.
Am 8. Juli 2010 wurde die mobilkom austria AG mit der Telekom Austria TA AG verschmolzen. Im Zuge dieser Verschmelzung wurden die nicht österreichischen Tochterunternehmen der mobilkom austria AG der Telekom Austria unterstellt. Daher war die mobilkom liechtenstein AG seit 2010 eine 100-prozentige Tochter der Telekom Austria.
Mit Schreiben vom 30. Juni 2014 teilte die mobilkom liechtenstein AG den Kunden mit, dass sie mit der Telecom Liechtenstein fusioniere. Mit 27. August 2014 wurde der Zusammenschluss genehmigt und die mobilkom liechtenstein AG wurde in die Telecom Liechtenstein AG aufgenommen.
Die Vorwahlnummer für das Netz von FL1 ist +423 79 (nunmehr zur Telecom Liechtenstein verbunden).